# Letcombe Regis
Letcombe Regis – wieś i civil parish w Anglii, w Oxfordshire, w dystrykcie Vale of White Horse. W 2011 roku civil parish liczyła 578 mieszkańców. Letcombe Regis jest wspomniana w Domesday Book (1086) jako Ledecumbe.